# Dominique Pinon
Dominique Pinon (Saumur, Maine-et-Loire, 4 de març de 1955) és un actor francès.

## Biografia

### Formació
Després d'estudiar a la facultat de lletres de Poitiers, Dominique Pinon es va traslladar a París i es va matricular al Cours Simon. Molt ràpidament va ser descobert per Jean-Jacques Beineix que va debutar al cinema a Diva.

### Carrera

#### Teatre
Al teatre ha actuat en produccions memorables de Gildas Bourdet, Jorge Lavelli i Valère Novarina que escriuran determinats textos especialment per a ell. El 2004, va guanyar el Molière al millor actor per l'obra L'Hiver sous la table de Roland Topor, amb escenografia de Zabou Breitman.

#### Cinema i televisió
A la dècada de 1980, va treballar amb directors com Arthur Joffé, Jacques Richard, Jean-Claude Missiaen, Roman Polanski o Michel Drach a Sauve-toi, Lola. El 1983, va ser nominat al premi César a l'actor més prometedor per Le Retour de Martin Guerre de Daniel Vigne. La seva col·laboració amb Beineix continua ambLa Lune dans le caniveau i 37°2 le matin.
La seva carrera va donar un altre gir el 1990, quan va conèixer Jean-Pierre Jeunet i Marc Caro. Aquests dos directors trien Dominique Pinon com a personatge central de Delicatessen. El gran públic descobreix un actor entranyable i atípic. A continuació, comença una gran col·laboració amb Jean-Pierre Jeunet, que oferirà un paper a Dominique Pinon en totes les seves pel·lícules. Amb ell, fins i tot rodarà a Hollywood la pel·lícula Alien: Resurrection, a petició, segons ell, de Sigourney Weaver que estava molt lligat a la seva participació. En aquesta quarta entrega de la franquícia Alien, Pinon interpreta el paper de Vriess, un mercenari i mecànic obligat a moure's en una cadira de rodes.
El veiem en molts papers secundaris, però encara té grans papers en pel·lícules com Je m'appelle Victor, La Cavale des fous o Dikkenek. Després, l'any 2007 va interpretar el personatge principal de la pel·lícula Roman de gare de Claude Lelouch, una pel·lícula amb la qual el director finalment es retroba amb la crítica. Va treballar diverses vegades amb Jean-Pierre Mocky.
També fa gires fora de França amb, entre d'altres, Álex de la Iglesia (The Oxford Murders amb John Hurt), Javier Fesser i Esteban Ibarretxe per Espanya. . Roman Prygunov, el director rus de Doukhless (gran èxit el 2012 a Rússia), el va convèncer el 2014 per incorporar-se al repartiment de la seqüela de la pel·lícula que rodaran a Bali. A The Bridge of San Luis Rey (poc distribuïda a França) de la directora irlandesa Mary McGuckian tindrà el privilegi de treballar amb Robert De Niro i Harvey Keitel amb qui tindrà una col·laboració molt enriquidora. També ha treballat a Alemanya, Anglaterra, Itàlia i els EUA.
Per a televisió ha participat, entre altres coses, a la temporada 2 d'Outlander, sèrie anglo-estatunidenca de Starz i Netflix. Va ser nominat als Premis Saturn per aquesta sèrie. Des del 2015 interpreta el paper del tinent Jean-Paul Marchand a la sèrie policial Cassandre emesa a France 3, que té molt d'èxi.
El 2016, va participar en el curtmetratge Deux escargots s'en vont de Romain Segaud i Jean-Pierre Jeunet que reuneix molts actors i actrius que han aparegut en les pel·lícules d'aquest últim. El duo de Palmashow el va convocar el mateix any per al seu primer llargmetratge La Folle Histoire de Max et Léon.
El 2018, va prestar la seva veu a un personatge de la versió francesa de la pel·lícula d'animació White Fang.
El 2019, va interpretar el paper secundari de Léon a la pel·lícula Edmond d'Alexis Michalik. També narra les adaptacions en audioficció dels àlbums Asterix el gal i La falç d'or, segons els Astérix d'Albert Uderzo i René Goscinny. El 2022, va interpretar el paper de Sharp a la ficció d'àudio De profundis de Franck Gombert. També va fer una breu aparició a la pel·lícula Big Bug, una nova producció de Jeunet nou anys després de la seva darrera pel·lícula.

## Filmografia

### Cinema

#### Sota la direcció de Jean-Pierre Jeunet
- 1990 : Foutaises : Le narrateur (curtmetratge)
- 1991 : Delicatessen : Louison
- 1995 : La ciutat dels nens perduts : le scaphandrier / les clones
- 1997 : Alien: Resurrection (Alien Resurrection) : Vriess
- 2001 : Amélie : Joseph
- 2004 : Llarg diumenge de festeig : Sylvain
- 2009 : Micmacs à tire-larigot : Fracasse
- 2013 : L'extraordinari viatge de T. S. Spivet : Deux Nuages
- 2016 : Deux escargots s'en vont (codirigida amb Romain Segaud) (curtmetratge)
- 2021 : Big Bug : Igor

#### Altres directors
- 1981 : Diva de Jean-Jacques Beineix
- 1981 : Le Retour de Martin Guerre de Daniel Vigne
- 1981 : La Chanson du mal-aimé de Claude Weisz
- 1982 : Tir groupé de Jean-Claude Missiaen
- 1983 : La Lune dans le caniveau de Jean-Jacques Beineix
- 1983 : Ghost Dance de Ken McMullen
- 1984 : Si j'avais mille ans de Monique Enckell
- 1984 : Nemo d'Arnaud Sélignac
- 1984 : Le Thé à la menthe d'Abdelkrim Bahloul
- 1984 : Partir, revenir de Claude Lelouch
- 1985 : La Baston de Jean-Claude Missiaen
- 1985 : 37°2 le matin de Jean-Jacques Beineix
- 1985 : Le téléphone sonne toujours deux fois de Jean-Pierre Vergne
- 1985 : Cent francs l'amour de Jacques Richard
- 1985 : Zina de Ken McMullen
- 1986 : Suivez mon regard de Jean Curtelin
- 1986 : Sauve-toi, Lola de Michel Drach
- 1987 : Des Teufels Paradies de Vadim Glowna
- 1988 : La llegenda del Sant Bevedor d'Ermanno Olmi
- 1988 : Frantic de Roman Polanski
- 1989 : La Révolution française de Robert Enrico:Jean-Baptiste Drouet
- 1990 : 25 décembre 58, 10h36 de Diane Bertrand
- 1990 : Bleu marine de Jean-Claude Riga
- 1990 : Alberto Express d'Arthur Joffé
- 1990 : 1871 de Ken McMullen
- 1991 : L'Illuminé de Philippe Barcouzareaud
- 1991 : Les Arcandiers de Manuel Sanchez
- 1991 : Août d'Henri Herré
- 1992 : Memento de Jean-Max Peteau
- 1992 : Je m'appelle Victor de Guy Jacques
- 1993 : Stella plage d'Élizabeth Prouvost
- 1993 : La Cavale des fous de Marco Pico
- 1996 : La Gotera d'Edouardo Giménez Rojo
- 1996 : Un samedi sur la Terre de Diane Bertrand
- 1996 : Mordbüro de Lionel Kopp
- 1996 : Violetta, la reine de la moto de Guy Jacques
- 1999 : Comme un poisson hors de l'eau d'Hervé Hadmar
- 1999 : Quasimodo d'El Paris de Patrick Timsit
- 1999 : Sur un air d'autoroute de Thierry Boscheron
- 2000 : Sabotage! de Esteban Ibarretxe
- 2001 : Se souvenir des belles choses de Zabou Breitman
- 2002 : Bienvenue chez les Rozes de Francis Palluau
- 2002 : La gran aventura de Mortadelo y Filemón de Javier Fesser
- 2003 : Ne quittez pas ! d'Arthur Joffé
- 2003 : Zig Zag, l'étalon zébré de Frederik Du Chau (veu)
- 2004 : The Bridge of San Luis Rey de Mary McGuckian
- 2004 : Darkhunters de Johannes Roberts
- 2004 : Ze Film de Guy Jacques
- 2004 : Camping à la ferme de Jean-Pierre Sinapi
- 2006 : En compagnie des loups d'Antoine Lhonoré-Piquet
- 2006 : Dikkenek d'Olivier Van Hoofstadt
- 2007 : Roman de gare de Claude Lelouch
- 2007 : Midsummer Madness d'Alexander Hahn
- 2008 : The Oxford Crimes d'Álex de la Iglesia
- 2008 : Dante 01 de Marc Caro
- 2008 : Musée haut, musée bas de Jean-Michel Ribes
- 2008 : A life with bells on de Lucy Akhurst
- 2009 : Humains de Jacques-Olivier Molon i Pierre-Olivier Thevenin
- 2009 : La Loi de Murphy de Christophe Campos
- 2009 : An organization of dreams de Ken McMullen
- 2010 : Mumu de Joël Séria
- 2010 : Ces amours-là de Claude Lelouch
- 2011 : Crédit pour tous de Jean-Pierre Mocky
- 2011 : Ni à vendre ni à louer de Pascal Rabaté
- 2011 : L'Orpheline avec en plus un bras en moins de Jacques Richard
- 2013 : Les Profs de Pierre-François Martin-Laval
- 2014 : My Old Lady d'Israel Horovitz
- 2014 : Brèves de comptoir de Jean-Michel Ribes
- 2015 : The Price of Desire de Mary McGuckian
- 2015 : A Love You de Paul Lefèvre
- 2016 : La Folle Histoire de Max et Léon de Jonathan Barré
- 2016 : La Dormeuse Duval de Manuel Sanchez
- 2017 : Vive la crise de Jean-François Davy
- 2017 : Basada en fets reals de Roman Polanski
- 2018 : Caminhos Magnéticos de Edgar Pêra
- 2019 : Edmond d'Alexis Michalik : Léon
- 2019 : Donne-moi des ailes de Nicolas Vanier
- 2021 : A Perfect Enemy de Kike Maíllo
- 2022 : Ça tourne à Saint-Pierre-et-Miquelon de Christian Monnier
- 2023 : Apaches de Romain Quirot

#### Curtmetratges
- 1980 : La Découverte d'Arthur Joffé
- 1982 : Merlin ou le cours de l'or d'Arthur Joffé
- 1984 : Mon Inconnue de Philippe Harel
- 1996 : Photo Maton de Philippe Dorison
- 2008 : Busker de David Wilgram
- 2008 : Le queloune de Patrick Boivin
- 2009 : L'eau vive d'Arthur Joffé
- 2021 : Dernière station de Pierre Ferrière

### Televisió

#### Telefilms
- 1981 : Samantha de Victor Vicas
- 1983 : Le Cimetière des voitures de Fernando Arrabal
- 1988 : La Mort mystérieuse de Nina Chéreau de Dennis Berry
- 1989 : Paris Mirage de Yves Laumet
- 1991 : Le Roi Mystère de Paul Planchon
- 1993 : Ma Petite Mimi de Roger Kahane
- 2003 : Daddy  de Giacomo Battiato
- 2006 : Nachtschicht – Der Ausbruch de Lars Becker
- 2006 : When Evil Calls de Johannes Roberts
- 2006 : En attendant le bonheur de Harry Cleven
- 2007 : L'Acte inconnu de Dominique Thiel
- 2009 : Colère de Jean-Pierre Mocky
- 2010 : Contes et nouvelles du XIXe siècle : L'Affaire Blaireau de Jacques Santamaria
- 2011 : Héloïse et Le Romancier Martin de Jérôme Foulon
- 2012 : La Guerre du Royal Palace de Claude-Michel Rome
- 2021 : Emma Bovary de Didier Bivel

#### Sèries de televisió
- 1981 : Julien Fontanes, magistrat : 1 episodi
- 1983 : Merci Sylvestre : 6 episodis
- 1985 : Via Mala de Tom Toelle : Niklaus Lauretz
- 2001 à 2005 : Quelle Aventure ! : trois episodis
- 2004 : Caméra Café : un episodi
- 2008 : Myster Mocky présente : 2 episodis
- 2012 : Le Sang de la vigne : un episodi, Noces d'or à Sauternes - temporada 3 - episodi 1
- 2012 : Métal Hurlant Chronicles - temporada 1 : un episodi
- 2013 : Hitchcock by Mocky : un episodi
- 2014 : Les Petits Meurtres d'Agatha Christie de Marc Angelo : le commissaire Petipon (episodi Le Crime ne paie pas)
- 2014 : Métal Hurlant Chronicles : Stanley Summers (temporada 2, 2 episodis)
- 2015 : Outlander' : L'Apothicaire Maître Raymond (temporada 2)
- depuis 2015 : Cassandre : le lieutenant Jean-Paul Marchand
- 2017 : Versailles : Lunatique (temporada 3)
- 2019 : Myster Mocky présente, episodi Suspect n°1 de Jean-Pierre Mocky
- 2019 : Nina : Jacques Morel (temporada 5, episodi 1)
- 2019 : Dark stories : Le jugement dernier (episodi 3)
- 2021 : L'Île aux trente cercueils : Horacio
- 2022 : Des gens bien (sèrie de televisió)

## Teatre
- 1985 : Une station service de Gildas Bourdet, posada en escena de l'autor, théâtre de La Salamandre, théâtre de la Ville
- 1988 : L'Inconvenant de Gildas Bourdet, posada en escena de l'autor, théâtre de l'Idéal, théâtre national de la Colline
- 1990 : L'Été de Romain Weingarten, posada en escena Gildas Bourdet, théâtre de la Salamandre, théâtre national de la Colline en 1991
- 1993 : Maison d'arrêt d'Edward Bond, posada en escena Jorge Lavelli, Festival d'Avignon, théâtre national de la Colline
- 1994 : L'Amour en Crimée de Sławomir Mrożek, posada en escena Jorge Lavelli, théâtre national de la Colline
- 1995 : La Mort d'Auguste de Romain Weingarten, posada en escena Gildas Bourdet, théâtre de la Criée, théâtre national de la Colline
- 1996 : Les Œuvres complètes de Billy the Kid de Michael Ondaatje, posada en escena , théâtre national de la Colline
- 1997 : Six Personnages en quête d'autor de Luigi Pirandello, posada en escena Jorge Lavelli, TNP Villeurbanne, théâtre de l'Eldorado
- 1998 : Pour Louis de Funès de Valère Novarina, posada en escena Renaud Cojo, théâtre d'Angoulême
- 2000 : L'Origine rouge de Valère Novarina, posada en escena de l'autor, Festival d'Avignon, Festival d'automne à Paris théâtre national de la Colline, théâtre national de Strasbourg, La Rose des vents
- 2000 : Mein Kampf de George Tabori, posada en escena Jorge Lavelli, théâtre national de la Colline
- 2001 : L'Ombre de Venceslao de Copi, posada en escena Jorge Lavelli, théâtre du Rond-Point
- 2002 : Le Songe d'une nuit d'été de William Shakespeare, posada en escena Yánnis Kókkos, théâtre Nanterre-Amandiers
- 2003 : L'Incroyable Voyage de Gilles Granouillet, posada en escena Philippe Adrien, théâtre de la Tempête
- 2003 : Providence Café de Mohamed Rouabhi, posada en escena de l'autor, théâtre du Rond-Point
- 2003 : La Scène de Valère Novarina, posada en escena de l'autor, théâtre Vidy-Lausanne, théâtre national de la Colline, théâtre Dijon Bourgogne, TNP Villeurbanne, tournée
- 2004 : L'Hiver sous la table de Roland Topor, posada en escena Zabou Breitman, théâtre de l'Atelier, théâtre national de Nice
- 2005 : L'Âge d'or de Maurice Desvallières, Georges Feydeau, Louis Varney, posada en escena Claudia Stavisky, théâtre des Célestins
- 2006 : Arnaques, cocaïne et bricolage de Mohamed Rouabhi, posada en escena Clotilde Moynot, théâtre du Splendid Saint-Martin
- 2007 : L'Acte inconnu de Valère Novarina, posada en escena de l'autor, Festival d'Avignon, théâtre national de la Colline, TNP Villeurbanne
- 2007 : Le Roi Lear de William Shakespeare, posada en escena Laurent Fréchuret, théâtre de Sartrouville, tournée
- 2008 : Fin de partie de Samuel Beckett, posada en escena Charles Berling, théâtre de l'Atelier, théâtre des Célestins
- 2009 : Le Tribun de Mauricio Kagel, posada en escena Charles Tordjman, opéra national de Lorraine
- 2010 : On purge bébé i Léonie est en avance ou le Mal joli de Georges Feydeau, posada en escena Gildas Bourdet, théâtre du Palais-Royal
- 2010 : Un pied dans le crime d'Eugène Labiche, posada en escena Jean-Louis Benoît, TNBA, théâtre de la Commune, théâtre national de Nice, théâtre de la Criée
- 2011 : Madame Sans-Gêne de Victorien Sardou, posada en escena Alain Sachs, théâtre Antoine
- 2011 : L'Ouest solitaire de Martin Mc Donagh, posada en escena Ladislas Chollat, théâtre Marigny
- 2012 : Hollywood de Ron Hutchinson, posada en escena Daniel Colas, théâtre du Gymnase Marie-Bell (remplacements de Thierry Frémont)
- 2012 : Tous ceux qui tombent de Samuel Beckett, posada en escena Jacques Nichet (voix)
- 2012 : Schopenhauer, lettres à son disciple (lectura), Festival de la correspondance de Grignan
- 2012 : Inconnu à cette adresse de Kressmann Taylor, lecture dirigée par Delphine de Malherbe, théâtre Antoine, Festival d'Avignon
- 2013 : La Folle de Chaillot de Jean Giraudoux, posada en escena Didier Long, théâtre des Champs-Élysées
- 2013 : Résumons-nous, la semaine a été désastreuse, d'Alexandre Vialatte, posada en escena Charles Tordjman, théâtre de la Commune
- 2014 : Richard III de William Shakespeare, posada en escena Laurent Fréchuret, tournée
- 2014 : La Tempête de William Shakespeare, posada en escena Christophe Lidon, Centre national de création d'Orléans, tournée
- 2015 : Les Lois de la gravité de Jean Teulé, posada en escena Anne Bourgeois, théâtre Hébertot
- 2016 : Le Système d'Antoine Rault, posada en escena Didier Long, tournée
- 2017 : Un fil à la patte de Georges Feydeau, posada en escena Christophe Lidon, Centre national de création d'Orléans, tournée
- 2017 : L'Homme hors de lui de Valère Novarina, posada en escena de l'autor, théâtre national de la Colline
- 2018 : Lettres à Felice de Franz Kafka, posada en escena Bertrand Marcos, théâtre de l'Atelier
- 2018 : Darius de Jean-Benoît Patricot, posada en escena Anne Bouvier, théâtre des Champs-Élysées
- 2019 : La vie est un songe de Pedro Calderón de la Barca, posada en escena Christophe Lidon, Centre national de création d'Orléans puis tournée
- 2019 : Jo d'Alec Coppel, posada en escena Benjamin Guillard, théâtre du Gymnase
- 2020 : Le Square de Marguerite Duras, posada en escena Bertrand Marcos, théâtre du Lucernaire

## Música
- 2008 : Citació del poema À la musique a la cançó Paris se repeuple, a l'album homenatge à Arthur Rimbaud del compositor i intèrpret de didjeridoo Raphaël Didjaman pel segell Tribal zik Records.

## Premis
- XXIV Festival Internacional de Cinema Fantàstic de Sitges (1991), premi al millor actor per Delicatessen[16]
- Molières 2004 : Molière al millor actor còmic en una obra de teatre per L'Hiver sous la table (2003).
- 2016 : Coup de cœur Jeune Public primavera 2016 de l'Académie Charles-Cros per Moi, Boy de Roald Dahl.[17][18]
- 2018 : Best Actors Film Festival al millor actor de comèdia per La Dormeuse Duval (2016).
- 2018 : Los Angeles Film Awards al millor actor de comèdia per La Dormeuse Duval (2016).
- Satisfied Eye International Film Festival 2018 : Premi del jurat al millor actor protagonista de comèdia per La Dormeuse Duval (2016).
- Satisfied Eye International Film Festival 2018 : Premi Satisfied Eye Trophy du meilleur actor dans un rôle principal dans une comédie pour La Dormeuse Duval (2016).
- 2018 : Tampa Bay Underground Film Festival al millor actor de comèdia per La Dormeuse Duval (2016).
- 2019 : Central States Indie Fan Film Fest al millor actor protagonista de comèdia per La Dormeuse Duval (2016).
- 2019 : Five Continents International Film Festival al millor actor protagonista de comèdia per La Dormeuse Duval (2016).
- 2019 : Five Continents International Film Festival a la millor distribució de comèdia per La Dormeuse Duval (2016) compartit amb Marina Tomé (actriu), Pascal Turmo (actor), Delphine Depardieu (actriu), Tony Librizzi (actor), Marie-Pascale Grenier (actriu), Charles Schneider (actor), Christian Van Tomme (actor), Patrice Guillesser (actor), Christophe Pineau Afonso (actor), Philippe Rigot (actor), Paulette Frantz (actriu), Mandou Donzon (actriu), Jeremy Banster (actor), Filip Miocic (actor), Sylvain Machinet (actor), Richard Valentini (actor), Didier Kaminka (actor), Pierre-Loup Rajot (actor) et Yves Kretzmeyer (actor).

### Nominacions
- 8ns Premis César (1983) : César al millor actor revelació per Le Retour de Martin Guerre (1982).
- 43ns Premis Saturn (2017) : Premi Saturn al millor artista invitat a una sèrie de televisió dramàtica per Outlander (à compter de 2014).
- 2018 : Maverick Movie Awards al millor actor de comèdia per La Dormeuse Duval (2016).